# Jinquan
Jinquan (kinesiska: 金泉乡, 金泉) är en socken i Kina. Den ligger i provinsen Sichuan, i den sydvästra delen av landet, omkring 180 kilometer öster om provinshuvudstaden Chengdu. Antalet invånare är 7 634. Befolkningen består av 3 782 kvinnor och 3 852 män. Barn under 15 år utgör 12,0 %, vuxna 15-64 år 70 %, och äldre över 65 år 16,0 %.
Genomsnittlig årsnederbörd är 1 328 millimeter. Den regnigaste månaden är juli, med i genomsnitt 302 mm nederbörd, och den torraste är december, med 5 mm nederbörd.